# Arthur Joseph Thibault
Pour les articles homonymes, voir Thibault.
Arthur Joseph Thibault, né le 21 février 1914 à Bonne Madone dans la province de la Saskatchewan et mort le 22 février 1983, à Prince Albert est une personnalité politique fransaskoise, élu député de Kinistino à l'Assemblée législative de la Saskatchewan de 1959 à 1971. 

## Biographie
Arthur Joseph Thibault devint fermier après ses études scolaires. En 1959, il fut candidat à la succession de son compagnon politique Jean-Henri Begrand qui venait de mourir d'une crise cardiaque. Il fut candidat aux élections législatives dans le comté majoritairement francophone de Kinistino où il remporta la victoire sous l'étiquette du Parti social démocratique du Canada. Il conserva son mandat jusqu'en 1971. Cette année-là, il se présenta dans la circonscription provinciale de Melfort qu'il remporta et conserva jusqu'en 1975 sous l'étiquette du Nouveau Parti démocratique de la Saskatchewan.